# Helicops yacu
Espèce
Helicops yacu  est une espèce de serpents de la famille des Dipsadidae.

## Répartition
Cette espèce est endémique de la région de Loreto au Pérou.

## Publication originale
- Rossman & Dixon, 1975 : A new colubrid snake of the genus Helicops from Peru. Herpetologica, vol. 31, no 4, p. 412-414.